# Hasnat Khan
Hasnat Ahmad Khan (in urdu: حسنات احمد خان; Jhelum, 1º aprile 1958) è un cardiochirurgo pakistano.

## Biografia
Khan nasce il 1º aprile 1958 a Jhelum, una città della provincia del Punjab del Pakistan. È il più anziano dei quattro figli. Suo padre, Rashid Khan, laureato alla London School of Economics, gestisce una fabbrica di vetro. Si dice che Hasnat Khan sia un cugino lontano di Imran Khan.

### Carriera
Dapprima lavorò a Sydney fino al 1991, per poi trasferirsi in Inghilterra, a Londra, lavorando come medico presso l'ospedale Royal Brompton dal 1995 al 1996. Dopo questa breve parentesi fu assunto al London Chest Hospital. Nel 2000 era medico presso l'ospedale di Saint Bart e l'Harefield Hospital. Nel novembre del 2007, tuttavia, si dimise dall'incarico per dirigere un ospedale cardiaco in Malaysia. Nell'agosto 2013, Khan lavorava come consulente chirurgo cardio-toracico presso l'ospedale universitario di Basildon.

### Relazione con Lady Diana

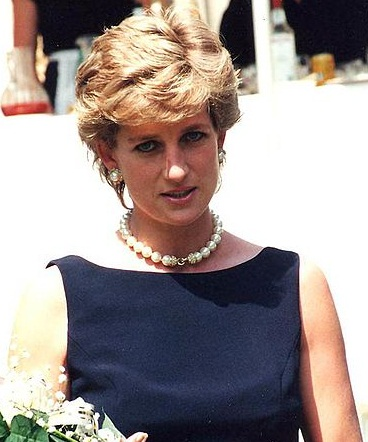
La principessa Diana Spencer che riceve il Premio Leonardo a Mosca, 1995

Hasnat Khan ebbe un rapporto segreto durato due anni con la Principessa Diana, la quale si dice abbia descritto l'uomo come «l'unico amore della sua vita». Il loro primo incontro avvenne il 1º settembre 1995, in una sala d'attesa presso il Royal Brompton Hospital. Il secondo incontro avvenne in un ascensore dell'ospedale, dopo il quale Diana disse a Simone Simmons, guaritrice, di aver trovato il suo «Mister Wonderful».
Di solito Diana andava a trovare Hasnat di notte per non esser notata dai paparazzi. A metà settembre i due ebbero il loro primo appuntamento presso Stratford-upon-Avon, dove vivevano gli zii di Khan. Dopo cena rientrarono a Londra e da quel momento iniziò il loro rapporto. Nel maggio 1996 Diana conobbe la famiglia di Khan a Lahore, ma quest'ultima non fu molto contenta poiché la donna era inglese. Diana, però, era convinta che la famiglia di Hasnat non potesse resistere al suo fascino, e infatti ebbe un buon rapporto con la nonna preferita di Hasnat, Nanny Appa, con la quale intratteneva una corrispondenza via posta.
Secondo il domestico di Diana, Paul Burrell, la principessa chiuse la relazione con Hasnat nel giugno del 1997, dando poi spazio a Dodi Al Fayed. Tuttavia, il giorno della morte di Diana lui cercò di chiamarla al cellulare, tentativo fallito a causa del suo numero diverso.
Khan si recò al funerale di Diana, con degli spessi occhiali da sole, presso l'Abbazia di Westminster. Durante la sua deposizione alla polizia disse: «saremmo, credo, ancora amici, anche se lei avesse trovato la felicità con un altro. È una triste perdita, quando muore qualcuno che ti è vicino. Non so come si sia comportata Diana nelle sue altre relazioni, ma con me fu sempre protettiva. Nei confronti della stampa, e non solo. Forse mi proteggeva perché pensava davvero che potessimo avere un futuro insieme».
Nel 2004 il chirurgo disse alla polizia che dubitava che Diana fosse incinta di lui al momento della morte, poiché nel breve arco della loro relazione lei assumeva sempre le pillole contraccettive. Nel 2008 Khan, con un comunicato verbale, disse al giudice Scott Baker che la relazione tra lui e Diana era iniziata alla fine dell'estate del 1995 e che, sebbene avessero fantasticato sul matrimonio, riteneva che alla fine l'attenzione mediatica lo avrebbe trasformato in un inferno. Khan disse inoltre che a suo giudizio l'incidente che causò la morte di Diana fu soltanto una fatalità, non un evento architettato ad arte da qualcuno.

### Matrimonio
Khan sposò la ventottenne Hadia Sher Ali, in Pakistan, con un matrimonio combinato, nel maggio 2006. Nel luglio 2008 Khan e Ali hanno presentato una domanda di divorzio nel Consiglio arbitrale locale di Islamabad.

## Nella cultura di massa
Il rapporto tra Khan e la principessa Diana è ritratto nel film Diana - La storia segreta di Lady D (2013), diretto da Oliver Hirschbiegel e basato sul libro intitolato Diana: Her Last Love (2001), di Kate Snell. Khan è interpretato da Naveen Andrews, mentre è stata Naomi Watts a vestire i panni di Lady Di. Hasnat però non ha voluto collaborare con il film, sostenendo lui stesso che il film è pieno di bugie da fiction.
Un'altra trasposizione del loro rapporto è raccontata nella quinta stagione di The Crown, a partire dal settimo episodio.